# Journey to an imaginary land
Journey to an imaginary land is het debuutalbum van de Oostenrijkse New Age multi-instrumentalist Gandalf. Hij nam het album zelf op in zijn eigen Beginning Soundstudio waarna WEA hem contracteerde en het album uitbracht in Europa. De muziek heeft een basis in New Age, maar ook in synthesizer muziek, jaren '70 progressieve rock en ambient. Net als latere albums is ook dit album conceptueel van aard. In 2017 is het album geremasterd van de originele tapes.

## Musici
- Gandalf: componist, arrangeur, muzikant, opnameleider, muziekproducent en mixer

## Muziek
| Nr. | Titel                                                 | Duur  |
| --- | ----------------------------------------------------- | ----- |
| 1.  | Departure                                             | 5:03  |
| 2.  | Foreign landscape                                     | 8:51  |
| 3.  | The peaceful village (including The dance of joy)     | 7;50  |
| 4.  | March across the endless plain (including The mirage) | 10:10 |
| 5.  | The fruitful gardens                                  | 6:25  |
| 6.  | Sunset at the crystal lake (including Reflections)    | 6:45  |